# سورت (ساری)
سورت یکی از روستاهای هزارجریب در مرزهای کنونی بخش چهاردانگه شهرستان ساری بود. این روستا در چند سدهٔ گذشته خالی از سکنه شده و مردمانش از کوهستان مازندران به دشت‌های این استان کوچیده‌اند. امروزه نام سورت بیشتر منصرف به  چشمه‌ای در نزدیکی سکونتگاه این روستای باستانی است. البته شایان گفتن است که در سفرنامهٔ کلنل برسفرد لوات (۱۲۶۰ خورشیدی) از سورت به عنوان یک قریه نام برده شده‌است.
در دورهٔ قاجاریه از خاندان سورتیج   (سورتیجی) کسانی به حکمرانی ولایت مازندران یا بلوک‌های آن رسیده بودند از جمله «حبیب‌الله خان اشجع‌الملک یکم» حاکم مازندران و «میرزا محمد خان اشجع‌الملک دوم» حاکم چهاردانگه. و اساساً پس از تلاش مصطفی‌خان سورتیجی در برخورد با پیروان باب ناصرالدین‌شاه همهٔ املاک خالصه در چهاردانگه را به عنوان خون‌بهای عبدالله‌خان  به مصطفی‌خان می‌بخشد و این منطقه به مرکزیت کیاسر به «چهاردانگه سورتیجی» نامور می‌شود. زبان مردم این منطقه زبان مازندرانی بوده است.

## باستان‌شناسی
آثار سطحی سورت که در راستای شمالی-جنوبی و خاوری-باختری نزدیک به دو کیلومتر گسترش یافته است نشان از استقرار بسیار پهناوری دارد. این آثار سطحی به صورت سازه‌های زیستگاهی و پدافندی، دیوارهای باربر، دیوارهای جدا کنندهٔ فضاهای درونی، حصار درونی با دیوارهای پهن در راستای نیم‌برج‌ها می‌باشد.
از ویژگی‌های برجستهٔ این پهنه، پیاپی بودن برپایی‌اش از دورهٔ آهن|| (۱۲۰۰ تا۱۸۰۰ پیش از پیش از میلاد) تا دورهٔ واپسین اسلامی، پهناوری بسیار و گوناگونی سفالینه‌هااست.
سورت در سر راه یکی از مهم‌ترین گذرگاه‌های ارتباطی در حد فاصل تمدن قوشه یا شهر صد دروازه پایتخت دوم اشکانیان و دشت گرگان قرار گرفته است.

## پیوند با فرهنگ‌های پیرامون
به دلیل جایگاه مکانی، داده‌های باستان‌شناختی و گواه‌های سطحی، باشندگان سورت با دژنشین‌ها و باشندگان پهنه‌های باستانی شناخته‌شده‌ای همچون دژ گرد کوه، دژ منصور کوه، دژ مهرنگار، قلعه تپهٔ بادله‌کوه، شاهدژ، شهر چیدین، پهنهٔ باستانی کژین‌دشت، قلعه تپهٔ چمن ساور، دراز نو، رادکان، دشت گرگان، و شهر نسا در ترکمنستان به عنوان خاستگاه اشکانیان در پیوند بوده‌اند.

## بن‌مایه
- تبصرةالزائرین- سفرنامهٔ حاج‌مصطفی خان سورتیجی - تصحیح و تحشیه: سامان سورتیجی - شلفین ۱۳۹۱
- مسیح ذبیحی، استرآبادنامه، ۱۳۶۵ صفحهٔ ۲۴۱-۲۴۸
- خلیلی ازنی، حامد (۲۳ بهمن ۱۳۹۲). «میرزا محمد خان سورتیجی معروف به اشجع الملک دوم حاکم چهاردانگه». چهاردانگه‌نیوز. بایگانی‌شده از اصلی در ۲۲ مارس ۲۰۱۴. دریافت‌شده در ۲ فروردین ۱۳۹۳.

1. ↑  سورتیج یعنی اهل سورت، همانگونه که یوشیج به معنی اهل یوش می‌باشد.
2. ↑  عبدالله خان برادر مصطفی‌خان سورتیجی بود که در جنگ قلعهٔ طبرسی به شمشیر ملاحسین بشرویه کشته آمد.
3. ↑  نصری اشرافی، جهانگیر (١٣٧٧). واژه نامه بزرگ تبری. به کوشش حسین صمدی و سید کاظم مداح و کریم الله قائمی و علی اصغر یوسفی نیا و محمود داوودی درزی و محمد حسن شکوری و عسکری آقاجانیان میری و ابوالحسن واعظی و ناصر یداللهی و جمشید قائمی و فرهاد صابر و ناعمه پازوکی. تهران: اندیشه پرداز و خانه سبز. ص. صفحه ۳۱ جلد اول. شابک ۰-۵-۹۱۱۳۱-۹۶۴ مقدار |شابک= را بررسی کنید: checksum (کمک).